# مانگو (توگو)
مانگو (به لاتین: Mango) یک منطقهٔ مسکونی در توگو است که در منطقه ساوان واقع شده‌است. مانگو ۴۱٬۴۶۴ نفر جمعیت دارد.